# ضمة قشة
'ضمة قشة' هو دارج عند الليبيين هو فن شعبي يشتهر به الجبل الأخضر ، وتؤدى الأغنية بصوت مرتفع نسبيا وبنبرة مائلة غامقة الصوت ، كما يبدأ المؤدي (الغناي) بشطرة البيت الأخيرة حيث يكررها عدة مرات ثم الشطرة الأولى مكررا ، وتمتاز ضمة القشة بالبلاغة والاختصار والتعبير عن معان كبيرة في عدد قليل جدا من الكلمات ، ويعتمد بعض الشيء عن الغموض أو ما يقارب للغز لمعرفة معني الكلمات .

## أكبر المشاهير
تشهر منطقة الجبل الأخضر ومدينة البيضاء بالأخص بإنجابها أكبر فنانين :
- مراد البرعصي